# Montaut (Ariège)
Montaut é uma comuna francesa na região administrativa de Occitânia, no departamento de Ariège. Estende-se por uma área de 35,03 km².